# Костёл Святого Казимира (Новая Вильня)
Костёл Свято́го Казими́ра (пол. Kościół Świętego Kazimierza; лит. Švento Kazimiero bažnyčia — католический приходской костёл в Новой Вильне, районе в восточной части Вильнюса. Располагается на высоком холме (одном из самых высоких в этой местности) по улице Палидово 11 (Palydovo g. 15). Службы на литовском и польском языках.

## История
Замысел возведения храма в Новой Вильне созрел к 1905 году. По инициативе местных жителей и священника Аницета Буткевича в 1906 году начались работы по образованию католического прихода и строительству приходской церкви. В 1907 году был образован приход. Разрешение губернатора позволило на средства прихожан начать строительство храма на подаренном семейством Петрусевичей участке. Здание строилось по проекту архитектора и инженера Антона Филиповича-Дубовика. При этом во время строительства проект корректировался (было принято решение отказаться от части наружных украшений).
Здание было возведено в 1908—1911 годах (надзор над строительством осуществлял сначала техник Северин Говальт, с 1909 года — инженер Казимир Добошинский). После Второй мировой войны храм ремонтировался.

## Архитектура

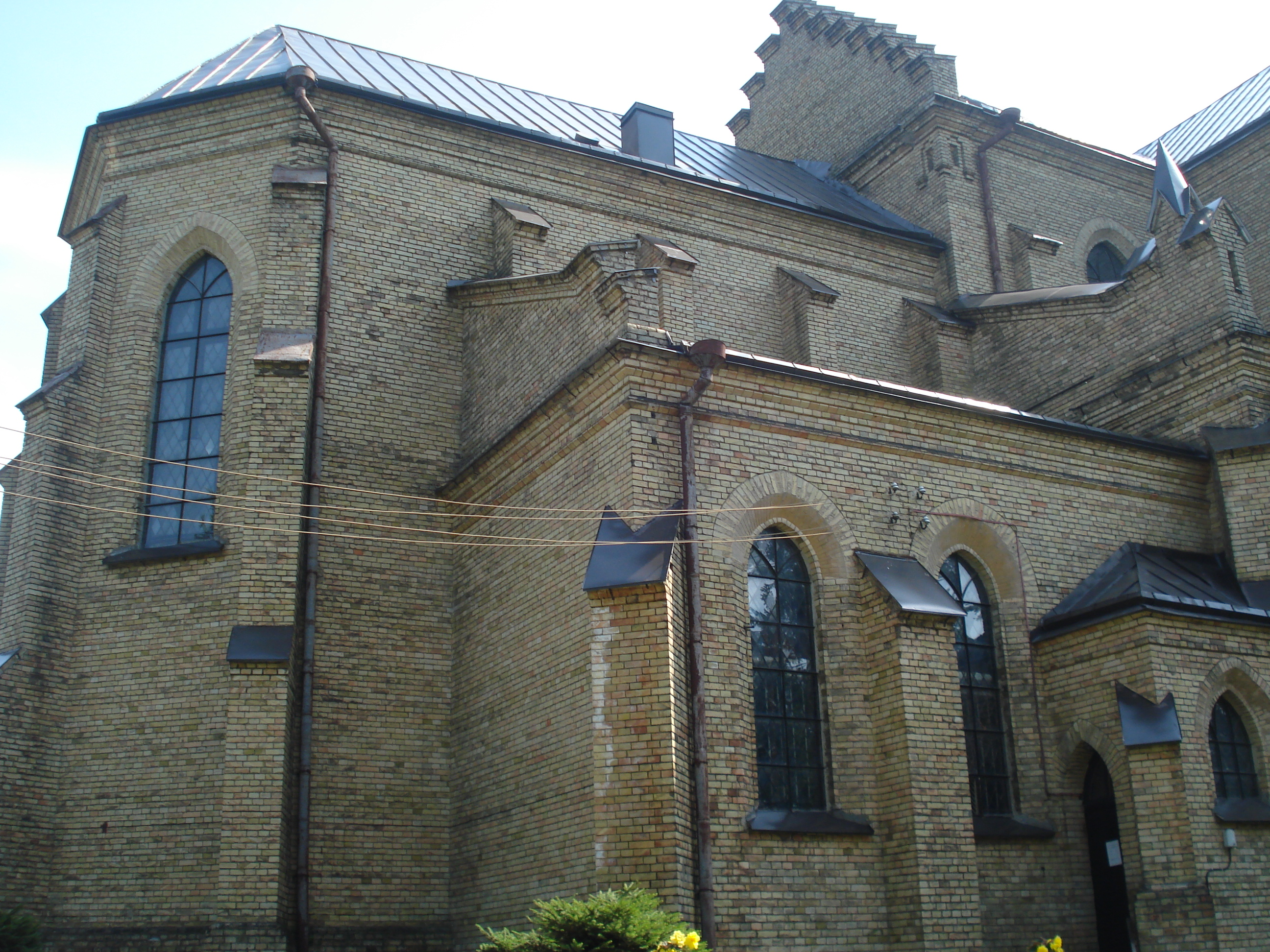
Апсида

Костёл построен из жёлтого кирпича в неоготическом стиле. Храм однобашенный, с крестом в плане, с трёхстенной апсидой. Три нефа отделены друг от друга пилонами. Доминанту фасада образует четырёхугольная в плане башня. Фасад членится ступенчатыми контрфорсами с пинаклями. Ансамбль храма дополняют основные ворота, формой и стилем соответствующие архитектуре костёла.
В храме имеется изображение Пресвятой Девы Марии — копия Остробрамской Божией Матери.